# Gülşen Degener
Gülşen Degener (* 25. Oktober 1968 in Şanlıurfa, Türkei) ist eine in Deutschland ansässige, türkischstämmige Karambolagespielerin.

## Leben
Gülşen Degener wurde 1968 in der südosttürkischen Stadt Şanlıurfa geboren. Sie begann mit dem Billardspielen, während sie an der Uludağ-Universität in Bursa Englisch, Deutsch, Philologie und Literatur studierte. Nach ihrem Start mit Freie Partie, wechselte sie zum Dreiband, der schwierigsten Karambolagevariante. Sie wurde bald zur besten türkischen Spielerin, die auch Semih Saygıner oder Tayfun Taşdemir zu beeindrucken vermochte.
In der Mitte der 1990er Jahre zog Degener nach Berlin. Im Jahr 1999 spielte sie für das führende niederländische Damenteam (Tabara) in der ersten Liga. 2001 konnte sie in der Liga Berlin/Brandenburg in die 2. Bundesliga aufsteigen. In der Saison 2002–2003 spielte sie für den deutschen Zweitligisten BSG Duisburg, bevor sie für die Saison 2005/06 zum portugiesischen Erstligisten Centro Norton de Matos wechselte. Aktuell spielt sie für die Billard Akademie Berlin und den Pariser Club Maisen Alford.
2019 gewann Degener bei den türkischen Dreibandmeisterschaften der Damen ihre 15. Goldmedaille in Folge.

## Privates
Degener lebt derzeit sowohl in Berlin als auch in der Türkei, ist verheiratet und hat ein Kind.

## Erfolge
- Dreiband-Weltmeisterschaft der Damen:   2006, 2008, 2017, 2018
- Dreiband-Europameisterschaft der Damen:  2005, 2009, 2022
- Deutsche Meisterschaft der Frauen:  1999, 2001, 2002 •  2000
- Niederländische Liga:  2002 •  2003
- European Women’s Cup, Belgien:  2002
- Ladies World Challenge Cup, Gandia, Spanien:  mit der türkischen Mannschaft
- European Women’s Cup, die Niederlande:  2003
- German Grand Prix: Qualifikation als einzige Frau für die Deutsche Meisterschaft 2004
- European Women’s Cup, Deutschland:  2004
- Türkische Meisterschaft der Damen:  2005–2019

Quellen: